# Бергамо, Паоло
Паоло Бергамо (итал. Paolo Bergamo; род. 21 апреля 1943, Коллезальветти, Тоскана) — итальянский футбольный судья.

## Карьера

### Клубная карьера
В юности Бергамо выступал за некоторые футбольные клубы в Серии C, но из-за травмы, полученной в 1968 году, он начал заниматься судейством.
В начале своей карьеры Бергамо судил чемпионат Серии D 1971/72. В начале сезона 1974/75 годов он впервые судил матч в Серии B между клубами «Фоджа» и «Новара». В начале сезона 1975/76 Бергамо впервые судил матч в Серии A между клубами «Кальяри» и «Асколи».
В 1981 году во время матча «Ювентусом» и «Ромой» гол, забитый Маурицио Туроне, был не засчитан из-за офсайда, что вызвало гнев болельщиков. В следующем году он судил финал Кубка Италии между «Интернационале» и «Торино».
Он завершил свою карьеру в 1988 году.

### Международная карьера
На международном уровне Бергамо судил 16 матчей между национальными сборными, включая финал Средиземноморских игр в Сплите между Югославией и Францией 29 сентября 1979 года. Он также судил два полуфинала Кубка обладателей кубков в 1983 и 1985 годах.
Бергамо был судьей на чемпионате Европы 1984 года и судил матч полуфинала между Францией и Португалией. Он также судил отборочные матчи чемпионата мира 1982 года, чемпионату мира 1986 года и чемпионата Европы 1984 года. Бергамо работал судьей ФИФА в 1981—1985 годах.